# نورا رحال

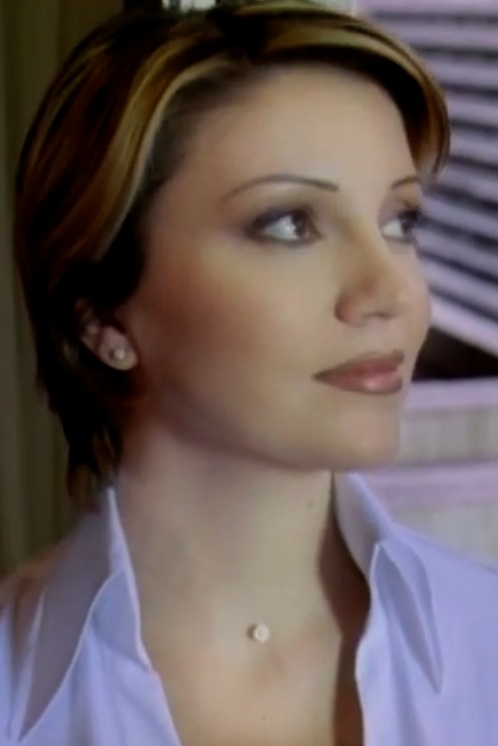

نورا رحال (۸ اکتبر ۱۹۷۳) یک خواننده سوری است که در دمشق از پدری لبنانی و مادری سوری به دنیا آمد. او ادبیات فرانسه خواند، با یک میلیونر یونانی ازدواج کرد و از او صاحب دو فرزند به نام‌های الکس (متولد ۲۰۰۲) و فیلیپ (متولد ۲۰۰۴) شد. نورا بازیگری در چند سریال را نیز در کارنامه کاری خود دارد.